# Garrett Williams
Garrett Alexander Williams (Charlotte, Carolina del Norte;  de  de 2001) más conocido como Garrett Williams, es un jugador profesional estadounidense de fútbol americano, se desempeña en la posición de cornerback en Arizona Cardinals, en la National Football League (NFL).

## Carrera
Hizo su debut profesional con el equipo Arizona Cardinals, lleva jugando una temporada, comenzó en el 2023.